# Arend Bayer
Pour les articles homonymes, voir Bayer.
Arend Bayer est un mathématicien allemand spécialisé en géométrie algébrique.

## Formation et carrière
Bayer étudie à Heidelberg, Cambridge et Bonn, où il obtient son doctorat en 2006 sous la direction de Yuri Manin à l'Institut Max-Planck de mathématiques, avec une thèse intitulée « Semisimple Quantum Cohomology, Deformations of Stability Conditions and the Derived Category ». Il part ensuite à l'université de l'Utah, au Mathematical Sciences Research Institute de Berkeley et à l'Université du Connecticut. Il est à l'Université d'Édimbourg depuis 2012, en tant que professeur depuis 2017.
Il est rédacteur en chef des Proceedings of the Royal Society of Edinburgh et il est éditeur des Proceedings of the London Mathematical Society et de Selecta Mathematica.
Parmi ses doctorants figure notamment Soheyla Feyzbakhsh.

## Prix et distinctions
En 2016, il reçoit le prix Whitehead et le prix Whittaker. Il est conférencier invité au Congrès international des mathématiciens en 2022.

## Publications (sélection)
- Semisimple quantum cohomology, deformations of stability conditions and the derived category. Univ. Bonn, Naturwissenschaftlich-Mathematische Fakultät (thèse). (2006).
- avec E. Macri: The space of stability conditions on the local projective plane. Duke Math. J. 160, No. 2, 263–322 (2011).
- avec E. Macri: Projectivity and birational geometry of Bridgeland moduli spaces. J. Am. Math. Soc. 27, No. 3, 707–752 (2014).
- avec E. Macri: MMP for moduli of sheaves on K3s via wall-crossing: nef and movable cones, Lagrangian fibrations. Invent. Math. 198, No. 3, 505–590 (2014).
- avec B. Hassett, Y. Tschinkel: Mori cones of holomorphic symplectic varieties of K3 type. Ann. Sci. Éc. Norm. Supér. (4) 48, No. 4, 941–950 (2015).
- avec E. Macri, P. Stellari: The space of stability conditions on abelian threefolds, and on some Calabi-Yau threefolds. Invent. Math. 206, No. 3, 869–933 (2016).
- avec T. Bridgeland: Derived automorphism groups of K3 surfaces of Picard rank 1. Duke Math. J. 166, No. 1, 75–124 (2017).
- avec M. Lahoz, E. Macri, H. Nuer, A. Perry, P. Stellari: Stability conditions in families. Publ. Math., Inst. Hautes Étud. Sci. 133, 157–325 (2021).